# 보성중학교 (서울)
보성중학교(普成中學校)는 대한민국 서울특별시 송파구 방이동에 위치한 사립 중학교이다.

## 학교 연혁
- 1906년 9월 5일 : 이용익 선생 창립. 교명을 '사립 보성중학교' 라 칭하고, 동년 9월 5일 학부에서 설립인가를 받아 신해영 선생을 교장에 임명하고, 신입생 246명을 모집하여 동월 21일 한성부 중서(中署) 박동 10통 1호(현 수송동 46번지)에서 개교
- 1907년 2월 24일 : 설립자 이용익 선생 노령 해삼위에서 서거함에 영손 이종호 선생이 계승
- 1910년 12월 20일 : 천도교 총본부(교주 손병희)가 본교 설립자가 됨
- 1913년 12월 6일 : 교명을 '사립보성학교' 라 개칭
- 1917년 7월 1일 : 교명을 '사립 보성고등보통학교' 라 개칭
- 1922년 4월 1일 : 신교육령에 의하여 학년을 5년으로 연장, 교명을 '보성고등보통학교' 라 개칭
- 1924년 1월 19일 : 재단법인 조선 불교 총무원이 본교 경영권을 인계받아 본교 설립자가 됨
- 1927년 5월 10일 : 경성부 혜화동 1번지에 본교 교사(교지 3,851평 건평 연와 2층 505평 목조 부속건물 114평)를 신축 이전
- 1935년 9월 11일 : 재단법인 고계학원에서 본교 경영권을 인계받아 본교 설립자가 됨
- 1938년 4월 1일 : 조선 교육령 개정에 의하여 교명을 '보성중학교' 라 개칭
- 1940년 8월 7일 : 재단법인 동성학원에서 본교 경영권을 인계받아 간송 전형필 선생이 본교 설립자가 됨
- 1946년 9월 2일 : 6년제 고급중학교로 학제변경 인가
- 1950년 5월 : 신교육령에 의하여 '보성고등학교' 설립 인가(학제상 중·고 분리)
- 1950년 12월 15일 : 휴교 피난
- 1954년 6월 18일 : 혜화동 교사로 복귀
- 1958년 4월 10일 : 제1별관 석조 2층 618평(16교실) 준공
- 1962년 4월 7일 : 제2별관 철근 코크리트 319평 12교실 준공
- 1989년 3월 1일 : 송파구 방이동 89-22번지 신 교사로 이전 개교
- 1989년 5월 20일 : 송파구 방이동 89-22번지에 교지 9,992평 건물(교사 체육관 강당 사택 수위실등 8동) 6,848평을 신축하고 준공식 거행
- 2023년 3월 1일 : 황인용 선생 교장에 취임

## 참고 자료
- 보성중학교 - 한국교육학술정보원 학교알리미